# Liste der Biografien/Weif
Liste der Biografien |
Portal Biografien |
Personensuche
# |
A |
B |
C |
D |
E |
F |
G |
H |
I |
J |
K |
L |
M |
N |
O |
P |
Q |
R |
S |
T |
U |
V |
W |
X |
Y |
Z |
?
 
Wa |
Wc |
Wd |
We |
Wh |
Wi |
Wj |
Wl |
Wn |
Wo |
Wr |
Ws |
Wt |
Wu |
Ww |
Wy |
Wz
 
Wea |
Web |
Wec |
Wed |
Wee |
Wef |
Weg |
Weh |
Wei |
Wej |
Wek |
Wel |
Wem |
Wen |
Weo |
Wep |
Wer |
Wes |
Wet |
Weu |
Wev |
Wew |
Wex |
Wey |
Wez
 
Weia |
Weib |
Weic |
Weid |
Weie |
Weif |
Weig |
Weih |
Weij |
Weik |
Weil |
Weim |
Wein |
Weip |
Weir |
Weis |
Weit |
Weix |
Weiz
Die Liste der Biografien führt alle Personen auf, die in der deutschsprachigen Wikipedia einen Artikel haben. Dieses ist eine Teilliste mit 7 Einträgen von Personen, deren Namen mit den Buchstaben „Weif“ beginnt.

## Weif

### Weife
- Weifen-Rohde, Lena (* 1989), deutsche Dressurreiterin
- Weifenbach, Heinz (1939–2015), deutscher Eishockeyfunktionär, Vorsitzender des ECD Iserlohn
- Weifert, Georg (1850–1937), serbischer Industrieller und NationalbankpräsidentGeorg Weifert (1850–1937)

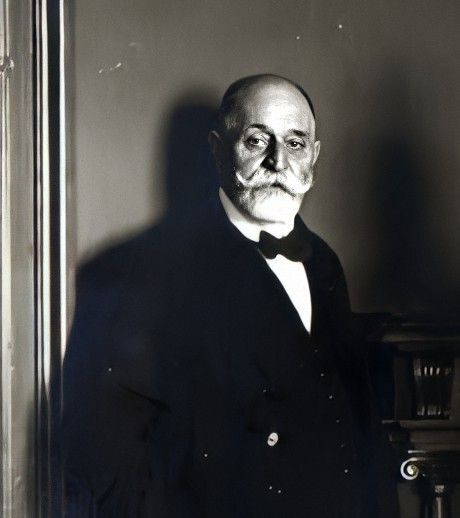
Georg Weifert (1850–1937)

### Weiff
- Weiffenbach, Börres (* 1969), deutscher Kameramann
- Weiffenbach, Julius (1837–1910), deutscher Jurist
- Weiffenbach, Kraft (1526–1595), Abt von Hersfeld
- Weiffenbach, Tim S. (* 1968), deutscher Illustrator